# (309239) 2007 RW10
(309239) 2007 RW10 شبية قمر مؤقت لكوكب نبتون. لحوالي 12،500 سنة، وسوف يبقى في تلك الحالة الديناميكية لحوالي 12.500 سنة أخرى.(309239) 2007 RW10 يبدو انه يدور حول نبتون مرة واحدة خلال عام نبتوني (دورة كاملة لنبتون حول الشمس) ولكنه في الواقع يدور حول الشمس، وليس نبتون.
تم اكتشافه من قبل مسح بالومار للنظام الشمسي البعيد في 9 سبتمبر 2007. (309239) 2007 RW10 حاليًا شبيه قمر في مدار حلقي حول نبتون.

## المنشأ
(309239) 2007 RW10 كان يعتبر طروادة نبتونية يتم سرد الجرم حاليا في مركز الكواكب الصغيرة باعتباره قنطور ويصنف من قبل البعض على انه جرم قرص متفرق أو عابر لمدار نبتون. الإنحراف والميل المداري لهذا الجرم عالي ومن غير المرجح أن يكون مداره مشارك لمدار نبتون. وربما نشأ فما وراء نبتون وفي وقت لاحق استولى عليه نبتون مؤقتا في رنين مداري 1: 1 مع نبتون.

## انظر ايضًا
- الكويكب Ho3

## وصلات خارجية
- Orbital simulation من مختبر الدفع النفاث (جافا) / Ephemeris
- MPEC 2007-X06 : 2007 RW10, 2007 RG283, 2007 RH283 (2007 Dec. 1)
- 2007 RW10 Precovery Images
- (309239) 2007 RW10 في قاعدة بيانات مختبر الدفع النفاث لأجرام النظام الشمسي الصغيرة

- الاكتشاف · مخطط المدار ·  العناصر المدارية · المعلمات المادية